# フランス国鉄160A型蒸気機関車
フランス国鉄160A型蒸気機関車はアンドレ・シャプロンが改造した蒸気機関車。世界的にも珍しい6気筒の蒸気機関車である。固定台枠の動輪6軸も世界的に見ると前例はあるがフランスでは珍しい。

## 改造までの経緯
「低速で経済的な走行ができる大型貨物機関車」という蒸気機関車が不得手であったところを改善するコンセプトで設計され、この為ボイラーと火室を長くとり、それを支える車輪と必要な牽引力を求めた結果、動輪6軸とシリンダー6気筒という構造が決まり、パリ・オルレアン鉄道（PO）の貨物用機関車6000形（車軸配置2-10-0、4気筒複式）をベースに1936年に改造に着手されたが、改造工事は遅々として進まず完成は1940年になった。

## 構造
最大の特徴の6気筒だが、低圧が2対4つ・高圧が1対2つある構造で、スペースの都合上低圧シリンダーが第1動輪の前に4つあるが、中央（軌間内側）低圧シリンダーが第2動輪、外側低圧シリンダーが第3動輪、機関車の中央付近（動輪の間）の高圧シリンダーは第4動輪を駆動とそれぞれ別々の動輪を動かしていた。なお、弁装置はすべて台枠の外にある。
熱エネルギーのロスを抑えるため、いずれのシリンダーにも覆いが付けられて周囲を別の蒸気で覆いシリンダー外壁を冷やさないようにし、過熱蒸気を作る際も熱の逃げの少ないオーレ（Houlet）式を使用している他、保温に熱を使うので高圧から低圧シリンダーに送られる間にもこの間のシュミット式過熱器で270～330℃付近まで再加熱される。ボイラーはイタリアで開発されたフランコ・クロスティボイラーを改良し、2つの部分に分けたうえで前部2/5を給水温め用の巨大な予熱ドラムとし、ここで沸騰した湯を主ボイラーに送る構造を採った他、火室にもニコルソン式熱サイフォンを取り付けて熱効率向上のためにあらゆる努力がはらわれた。
煙突も通風性をよくするため、キルキャップ式ブラスト管を2本付けた（つまり煙突は2本ある）。
こうした装備の結果、元の6000形の台枠はかなり延長されて強化され、軸重を抑えるためとこれらを安定して支えるため6軸になったが、このうち動力を直接伝えられる第2～4動輪（この3つは固定だがフランジが小さくなっていてカーブ通過時の邪魔にならないようになっている）以外は左右に動く遊びが付けられ（第1動輪はこれに加えて先輪とともに動くようになっており、疑似的に2軸先輪のようになっている）、ホイールベースが長いにもかかわらずこれより小型機でも通れないカーブを曲がることができた。

## その後
この機関車が完成した1940年に、ドイツ軍がフランスに侵攻してきた。160A1はブリブに隠されることになり最初は単機で走っていたが、途中のリモージュで1200トンの列車を牽引することになる。リモージュからブリブまでの区間には10‰の勾配があるが、シャプロンの機関車に慣れた機関士は時速40キロを保ちながら進んでいき、無事にリモージュに着くと160A1は機関庫に隠された。
第二次世界大戦後の1948年にテストが行われ、低速走行時の熱効率低下が起きず、通常は低速で相対的に燃料消費量が増えるのが常識なのに逆に減ったこと、平坦線とは言え1600tの貨物列車を牽いて48㎞/hを維持でき、この時最大牽引力は22,200㎏に達するなど設計上目指していたものは充分に達成されていたことが確認され、さらに予期していなかったことに高圧シリンダーに取り付けたジャケットと低圧シリンダーに送る蒸気の適度な過熱により、極度の過熱蒸気で起きるシリンダーなどの鋳鉄・接合部・潤滑油を塗った表面が絶えず傷む現象も解消できた他、動輪が（貨物機としては普通だが）1,369mmと小さく、ホイールベースも長い（通常は振動が起きやすく高速走行に適さない）にもかかわらず95㎞/hでも走行できたなどの好成績を見せた。しかし、160A1はあくまで試作機（設計者からも「実験室」と呼ばれた）であり、電気機関車はだれがどの車両でも運転できるのに対し、フランスの蒸気機関車は同じ人員が運転しなければ技術的問題が生じる問題があり、電化の方が将来性があるとされた。戦後のフランスでは、複合機関車自体が運転の難しさに起因する制約の多さから1日の走行距離があまりにも短いことが問題となっており、陳腐な存在として考えられるようになった。多少性能が高くてもこれ以上の改造を認めないことになり、量産もされないままシャプロンがSNCFを退職して2年後の1955年に解体された。
現在、ミュルーズの鉄道博物館には160A1に使われたシリンダーブロックが保存されている。

## 模型
マイクロメタキットが160A1の模型を作っている。タイプはグレイショップモデルと通常モデルの2種類ある。